# Среднее (Красноярский край)
Среднее — упразднённое село в Тасеевском районе Красноярского края. На момент упразднения входило в состав Троицкого сельсовета. Исключено из учётных данных в 2005 году.

## География
Село находилось в восточной части края, в пределах Среднесибирского плоскогорья, в подтаёжно-лесостепном районе лесостепной зоны, на левом берегу реки Усолка в месте впадения в неё реки Кукла, на расстоянии приблизительно 22 километров (по прямой) к северо-западу от села Троицк.
Климат
Климат характеризуется как резко континентальный, с продолжительной морозной зимой и коротким тёплым летом. Средняя температура воздуха самого тёплого месяца (июля) составляет 17,7 °C (абсолютный максимум — 38 °C); самого холодного (января) — −23 °C (абсолютный минимум — −57 °C). Продолжительность безморозного периода составляет в среднем 60 дней. Среднегодовое количество атмосферных осадков составляет 392—401 мм, из которых большая часть выпадает в тёплый период.

## История
По данным 1926 года село состояло из 71 хозяйства. В административном отношении являлось центром Среднего сельсовета Тасеевского района Канского округа Сибирского края.

## Население
| 1926 | 1989 | 2002 |
| ---- | ---- | ---- |
| 268  | ↘83  | ↘1   |

По данным на 1926 год в селе проживало 268 человек (139 мужчин и 129 женщин). В национальном составе населения того периода преобладали русские.